# دانا واینبرکت
دانا واینبرکت (انگلیسی: Donna Weinbrecht؛ زادهٔ ۲۳ آوریل ۱۹۶۵) اسکی‌باز نمایشی اهل ایالات متحده آمریکا بود.
وی در مسابقات کشوری و بین‌المللی در مجموع برندهٔ ۲ مدال طلا، ۲ مدال نقره شده‌است.